# Rio Novo do Sul (kommun)
Rio Novo do Sul är en kommun i Brasilien.   Den ligger i delstaten Espírito Santo, i den sydöstra delen av landet, 900 km sydost om huvudstaden Brasília. Antalet invånare är 11 333.
Följande samhällen finns i Rio Novo do Sul:
- Rio Novo do Sul

Omgivningarna runt Rio Novo do Sul är huvudsakligen savann. Runt Rio Novo do Sul är det ganska tätbefolkat, med 67 invånare per kvadratkilometer.